# Karl Christian Heller
Karl Christian Heller, häufig auch in der Schreibweise Carl Heller, (* 1770 in Wiek; † 1837 in Wolgast) war ein deutscher Theologe, Bibliothekar und Chronist.
Karl Christian Heller war der Sohn des Carl Friedrich Heller († 1788), Diakon an der Pfarrkirche St. Georg zu Wiek auf Rügen. 1773 zog die Familie nach Barth, wo der Vater Diakon an der Marienkirche wurde. Er besuchte die Stadtschule und wurde von seinem Vater und Hauslehrern unterrichtet. Nachdem er viereinhalb Jahre das Stralsunder Gymnasium besucht hatte, studierte er dreieinhalb Jahre an der Universität Greifswald. Da sein Vormund einer Fortsetzung des Studiums an der Universität Jena nicht zustimmte, nahm er eine Stelle als Hauslehrer bei den Kindern des Kammerherrn von der Osten zu Dubkevitz an. Als er nach neun Jahren erneut nach Jena gehen wollte, hinderte ihn eine langwierige Erkrankung daran.
Er ging stattdessen nach Wolgast, wo er 1801 Konrektor und 1808 als Nachfolger von Andreas Christoph Niz Rektor der Stadtschule wurde. Heller, der als Freund von Ernst Moritz Arndt galt, wirkte ab 1820 als Archidiakon der evangelischen Gemeinde St. Petri in Wolgast und Bibliothekar ihrer Kirchenbibliothek. Im Jahr 1829 veröffentlichte er die erste umfassende Wolgaster Stadtchronik, womit er neben Berthold Heberlein als einer der beiden wesentlichen Chronisten der Stadt Wolgast gilt. Nachdem nahezu der gesamte Bücherbestand der Wolgaster Kirchenbibliothek aufgrund finanzieller Schwierigkeiten der Gemeinde im Jahr 1831 an die Bibliothek der benachbarten Universität Greifswald verkauft worden war, gelang es Heller bis zu seinem Tod, vor allem durch Schenkungen eine neue Sammlung aufzubauen.

## Werke
- Chronik der Stadt Wolgast. Erstes Buch: Topographisches Gemälde der Stadt Wolgast; Zweites Buch: Statistisches Kultur- und Sitten-Gemälde der Stadt Wolgast von 1828; Drittes Buch: Geschichts-Abriß von der Stadt Wolgast. Kunike, Greifswald 1829 (467 Seiten); Nachdrucke Wolgast 1937 und Hörnum 1994; Kopie bei Google Books